# 마리나 106
마리나 106은 아랍에미리트 두바이에 취소된 마천루이다. 